# Helmut Draxler (Kunsthistoriker)
Helmut Draxler (* 1956 in Graz) ist ein österreichischer Kunsthistoriker, Kunsttheoretiker und Kurator.

## Leben
Draxler war von 1992 bis 1995 Direktor des Kunstvereins München und realisierte, teilweise in Zusammenarbeit mit Hedwig Saxenhuber, Ausstellungen u. a. von Andrea Fraser, Imi Giese, Christian Philipp Müller, Adrian Piper und Christopher Williams sowie zahlreiche thematische Ausstellungen. Von 1999 bis 2012 war er Professor für Ästhetische Theorie an der Merz Akademie, Hochschule für Gestaltung, Kunst und Medien in Stuttgart. Zwischen 2004 und 2006 arbeitete er –  gemeinsam mit Sabeth Buchmann und Stephan Geene – am Forschungsprojekt „Film und Biopolitik“ an der Jan van Eyck Academie in Maastricht. Von 2005 bis 2008 war er als Mitglied des Ankaufsbeirats der Nationalgalerie Hamburger Bahnhof in Berlin tätig. Von 2013 bis 2014 hatte er die Professur für Kunsttheorie und Kunstvermittlung an der Akademie der Bildenden Künste in Nürnberg inne. Zusammen mit Christoph Gurk kuratierte er die elfteilige Gesprächsreihe Phantasma und Politik, die von 2013 bis 2015 in Berlin im Hebbel am Ufer (HAU) stattfand.
Draxler war von 2014 bis 2023 Professor für Kunsttheorie an der Universität für angewandte Kunst Wien.

## Veröffentlichungen

### Monografien
- Was tun? Was lassen? Politik als symbolische Form. tentare, Freising 2024, ISBN 978-3-9824105-3-1.
- Die Wahrheit der Niederländischen Malerei. Eine Archäologie der Gegenwartskunst. Brill | Fink, Paderborn 2021, ISBN 978-3-7705-6631-0.
- Abdrift des Wollens. Eine Theorie der Vermittlung. Turia + Kant, Wien 2016, ISBN 978-3-85132-868-4.
- Gefährliche Substanzen. Zum Verhältnis von Kritik und Kunst. b_books, Berlin 2007, ISBN 978-3933557773.
- Die Gewalt des Zusammenhangs. Raum, Referenz und Repräsentation bei Fareed Armaly. b_books, Berlin 2007, ISBN 978-3933557681.

### Herausgeberschaft
- Michael Dreyer. Theorie und Plastik. Verbrecher Verlag, Berlin 2016, ISBN 978-3-95732-164-0.

## Ausstellungen
- 2013 The Content of Form, Generali Foundation, Wien[4]
- 2007 Shandyismus. Autorschaft als Genre, Secession, Wien und Kunsthaus Dresden[5]
- 1994 Die Utopie des Designs, Kunstverein München